# Ustensile de cuisine

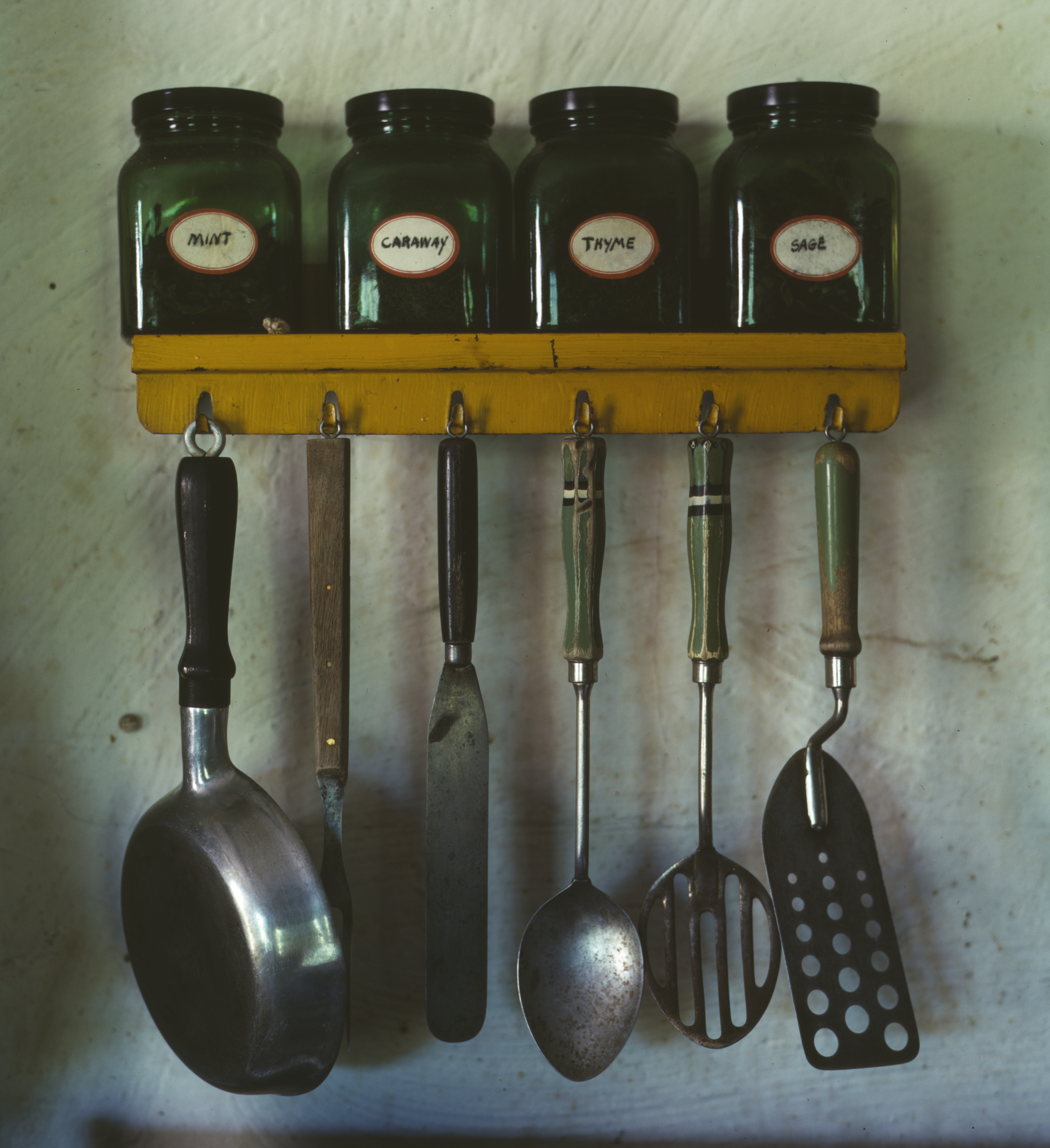
Bocaux de menthe, de carvi, de thym et de sauge sur une étagère sous laquelle sont accrochées une poêle, une fourchette à découper, une spatule de glaçage, une cuillère à pot, une cuillère perforée et une écumoire
(États-Unis, 1941-1945).

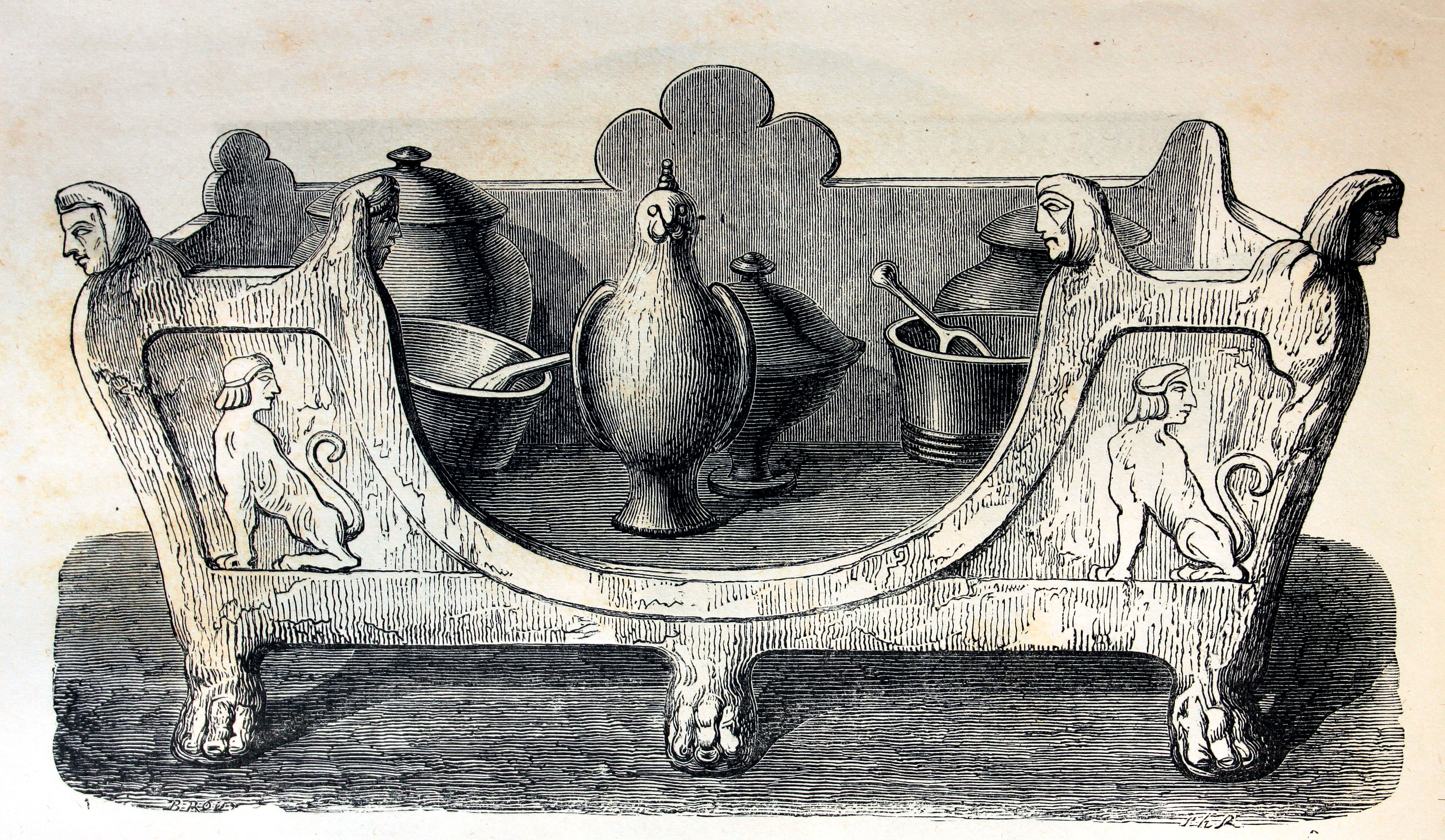
Caisse en terre cuite, renfermant des ustensiles de ménage.

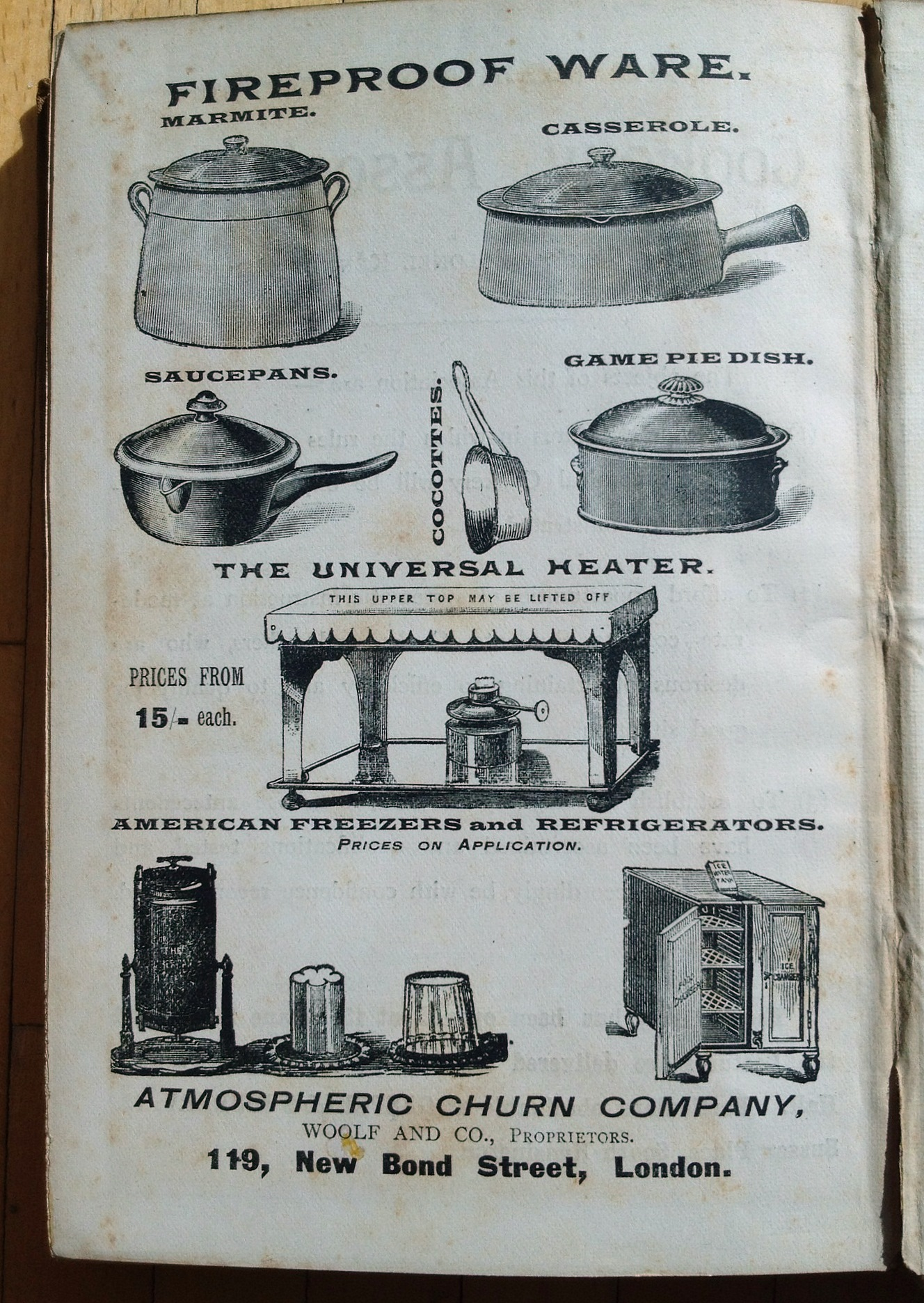
Ustensiles de cuisine résistants au feu, Grande-Bretagne (1894).

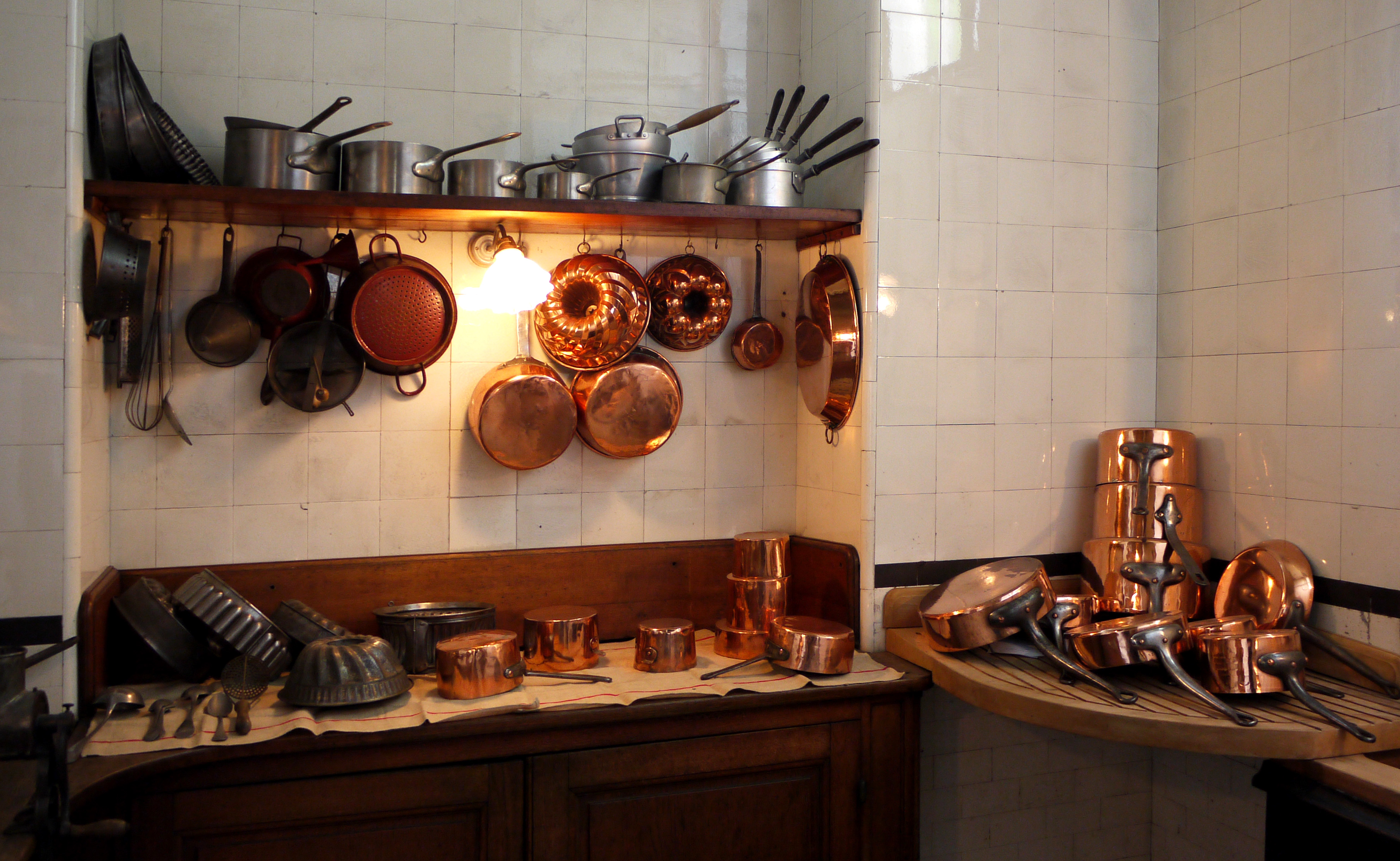
Batterie de cuisine, début XXe siècle, musée Cernuschi (Paris).

Un ustensile de cuisine est un outil utilisé dans la cuisine pour la préparation de plats.
Le matériel de cuisson, le matériel de préparation et le petit matériel, ou ustensiles, forment la batterie de cuisine.

## Liste

### Matériel de cuisson
- Abura kiri ;
- Allume-gaz ;
- Allumette ;
- Ahi ma'a ;
- Autocuiseur ;
- Bain-marie ;
- Barbecue ;
- Billig ;
- Bouilloire ;
- Braisière ;
- Brasero ;
- Briquet ;
- Caquelon ;
- Casserole ;
- Cassole ;
- Cataplana ;
- Chaudron ;
- Chauffe-plat ;
- Cocotte (faitout) ;
- Couscoussier ;
- Couvercle ;
- Crémaillère ;
- Crêpière ;
- Cuiseur de riz ;
- Cuisinière ;
- Cuisinière à gaz ;
- Cuit vapeur ;
- Daubière ;
- Dolsot
- Flamboir ;
- Friteuse ;
- Four ;
- Four à vapeur ;
- Four à pain ;
- Gril (salamandre) ;
- Grille-marrons ;
- Grille-pain ;
- Hotte ;
- Jambonnière ;
- Kanoun ;
- Marguerite ;
- Marmite ;
- Marmite en fonte ;
- Micro-onde ;
- Pierrade ;
- Plancha ;
- Planche (cuisine) ;
- Plaque à induction ;
- Plaque de cheminée ;
- Plaque de four en tôle ;
- Plaque électrique ;
- Poêle ;
- Poêle à poisson ;
- Poêlon ;
- Potager ;
- Rondeau ;
- Rôtissoire ;
- Russe ;
- Salamandre (cuisine) ;
- Sauteuse ;
- Sautoir ;
- Table servante ;
- Tandoor ;
- Tchouchkopek ;
- Terrine ;
- Țest ;
- Thermomètre de cuisson ;
- Thermostat (four) ;
- Tournebroche ;
- Turbotière (ustensile) ;
- Wok.

### Matériel électrique
- Batteur mixeur ;
- Cellule de refroidissement ;
- Centrifugeuse ;
- Chauffe-assiette ;
- Congélateur ;
- Couteau électrique ;
- Girafe ;
- Hachoir ;
- Machine à pain ;
- Machine à café ;
- Mixeur (ou blender) ;
- Percolateur ;
- Pétrin ;
- Réfrigérateur ;
- Robot de cuisine ;
- Sorbetière.

### Outils de découpe
- Canneleur ;
- Ciseaux de cuisine ;
- Coupe-frites ;
- Coupe-œuf ;
- Coupe-œuf à la coque ;
- Couteau ;
- Couteau à découper (ou demi-chef) ;
- Couteau à tomates ;
- Couteau à viande ;
- Couteau d'office ;
- Couteau filet de sole ;
- Couteau sashimi ;
- Couteau scie ;
- Couperet ;
- Cuillère à pommes parisienne ;
- Désosseur ;
- Écailleur ;
- Éminceur ;
- Épluche-légumes (Couteau-économe) ;
- Filet de sole ;
- Fusil (outil) ;
- Hachoir à viande ;
- Mandoline ;
- Pèle-pomme ;
- Planche à découper ;
- Râpe ;
- Râpe à pommes de terre ;
- Tranche-tomates ;
- Zesteur.

### Ustensiles de pâtisserie
- Corne ;
- Coupe-pâte ;
- Douille (pâtisserie) ;
- Emporte-pièce (pâtisserie) ;
- Maryse ;
- Moule à gaufres ;
- Moule à manqué ;
- Moule à tarte ;
- Pince à chiqueter ;
- Pinceau à dorer ;
- Poche à douilles ;
- Rouleau à pâtisserie.

### Ustensiles divers
- Anti-monte-lait ;
- Attendrisseur ;
- Baguettes ;
- Balance de cuisine ;
- Casse-noix ;
- Cassotte ;
- Chinois ;

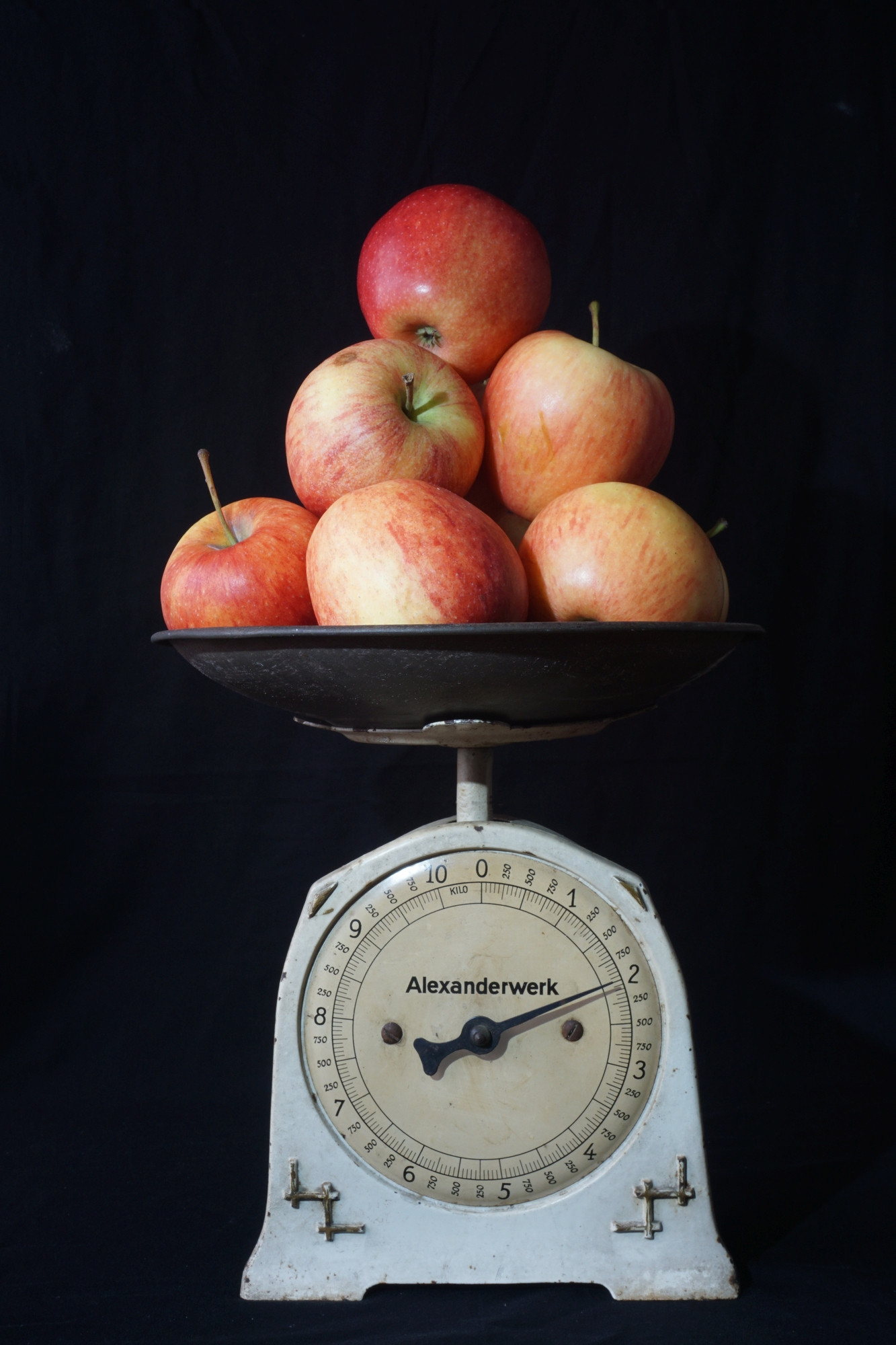
Une balance ustensile de cuisine de marque Alexanderwerk en train de peser des pommes.

- Cuillère (en bois, en buis ou en métal, à dessert) ;
- Cuillère à café ;
- Cuillère à glace ;
- Cuillère à soupe ;
- Cul de poule ;
- Cuvette ;
- Décapsuleur ;
- Douille ;
- Écumoire ;
- Égouttoir ;
- Entonnoir ;
- Essoreuse à salade ;
- Étamine ;
- Faisselle ;
- Flacon ;
- Fouet ;
- Fourchette ;
- Huilier ;
- Kalou (mortier réunionnais) ;
- Lélé (agitateur antillais) ;
- Louche ;
- Machine à pâtes ;
- Mehraz (broyeur marocain) ;
- Mortier et pilon ;
- Moule (à fromage, à baba, à cake, à madeleine, à tourte tourtière) ;
- Moulin à légumes ;
- Moulin à poivre ou poivrier ;
- Œufrier ;
- Ouvre-boîtes ;
- Panier à salade ;
- Passe-vite ;
- Passoire ;
- Poubelle ;
- Presse-agrumes ;
- Presse-ail ;
- Presse-purée ;
- Presse à tortillas ;
- Roulette à découper ;
- Salière ;
- Siphon ;
- Spatule ;
- Verre doseur ;
- Vinaigrier.

### Autres
- Grattoir ;
- Minuterie.